# Ateuchus confusus
Ateuchus confusus är en skalbaggsart som beskrevs av Martinez 1987. Ateuchus confusus ingår i släktet Ateuchus och familjen bladhorningar. Inga underarter finns listade.